# 宮川アジュ
宮川 アジュ（旧名・宮川あじゅのしん）は、日本の芸術家、作家、造形粘土作家、絶滅動物研究家。

## 略歴
群馬県に生まれる。服飾学校を卒業後、2年間にわたり、約30ヶ国を放浪した末、芸術家になることを決める。1995年ごろから、石粉粘土を使用したそっくり人形を制作、フジテレビ「LOVE LOVE あいしてる」で大反響を得る。この頃”タレントそっくり人形の発注をもっとも多く受けた男”と呼ばれ、テレビ番組やキャラクターグッズなどで多数使用される。2000年頃から絶滅した動物や絶滅危惧種の動物をテーマにした戦え絶滅動物シリーズや伝説の生き物や妖怪、UMA、などのモンスターシリーズを制作。アジュテイストの立体は自身のウェブサイトで公開しているほか、書籍、DVD、グッズ、イベントなど多方面で展開している。2011年株式会社チーム・アジュ設立。2017年「宮川あじゅのしん」から「宮川アジュ」に改名する。2017年に「粘土とアジュの立体空間」と「戦え絶滅動物」の2つのサイトを合併し、サイト3D artist Ajyu造形粘土作家・宮川アジュになる。